# Aphallie
Die Aphallie (von altgriechisch φαλλός phallós und  Alpha privativum) ist eine sehr seltene angeborene Fehlbildung mit fehlender Anlage (Agenesie) oder Ausbildung (Aplasie) des Genitalhöckers (Tuberculum genitale), der für beide Geschlechter gemeinsamen Anlage der Klitoris beziehungsweise des Penis bei Säugetieren. Zugrunde liegt eine Störung im Laufe der 7. Woche der Embryonalentwicklung.
Klinisch liegt also eine Penisagenesie bzw. Klitorisagenesie vor. Die Harnröhre mündet im Perineum.
Häufig wird der Begriff jedoch synonym für die penile Agenesie benutzt.
Die Aphallie kann als Form der Intersexualität angesehen werden, siehe auch Ethische Aspekte.

## Vorkommen
Die Häufigkeit wird als unter 1 pro 40.000 männliche Neugeborene beschrieben. Bislang wurde in der Literatur über etwa 100 Betroffene berichtet.
Es besteht eine Assoziation mit weiteren Fehlbildungen des Harn- und Geschlechtsapparates.
Im Rahmen einiger Syndrome wie Robinow-Syndrom, CHARGE-Syndrom oder Prader-Willi-Syndrom  kann eine Aphallie vorkommen.